# Sobral Pichorro e Fuinhas
Sobral Pichorro e Fuinhas (oficialmente: União das Freguesias de Sobral Pichorro e Fuinhas) é uma freguesia portuguesa do município de Fornos de Algodres, com 15,17 km² de área e 227 habitantes (censo de 2021). A sua densidade populacional é 15 hab./km².

## História
Foi constituída em 2013, no âmbito de uma reforma administrativa nacional, pela agregação das antigas freguesias de Sobral Pichorro e Fuinhas e tem a sede em Sobral Pichorro.

## Demografia
A população registada nos censos foi:
| Distribuição da População por Grupos Etários | Distribuição da População por Grupos Etários | Distribuição da População por Grupos Etários | Distribuição da População por Grupos Etários | Distribuição da População por Grupos Etários | Distribuição da População por Grupos Etários |
| -------------------------------------------- | -------------------------------------------- | -------------------------------------------- | -------------------------------------------- | -------------------------------------------- | -------------------------------------------- |
| Antes da agregação                           |                                              |                                              |                                              |                                              |                                              |
| Ano                                          | 0-14 anos                                    | 15-24 anos                                   | 25-64 anos                                   | >= 65 anos                                   | Total                                        |
| 2001                                         | 39                                           | 33                                           | 146                                          | 119                                          | 337                                          |
| 2011                                         | 17                                           | 29                                           | 131                                          | 123                                          | 300                                          |
| Após a agregação                             |                                              |                                              |                                              |                                              |                                              |
| Ano                                          | 0-14 anos                                    | 15-24 anos                                   | 25-64 anos                                   | >= 65 anos                                   | Total                                        |
| 2021                                         | 19                                           | 10                                           | 92                                           | 106                                          | 227                                          |